# Jerzy Altvater
Jerzy Borys Altvater także Altfater lub Altwater (ur. 22 września 1881 w Warszawie, zm. 4 maja 1922 w Kobierzynie) – tytularny pułkownik artylerii Wojska Polskiego.

## Życiorys
Urodził się 22 września 1881 w Warszawie, w rodzinie Michała (1840–1918), generała artylerii armii rosyjskiej i Eugenii z Korniłowiczów primo voto Szuberskiej (1845–1912). Był starszym bratem Bazylego (1883–1919), kontradmirała Marynarki Wojennej Imperium Rosyjskiego.
1 stycznia 1909, w stopniu porucznika, pełnił służbę w 3 Brygadzie Artylerii Lejbgwardii w Warszawie. W czasie I wojny światowej walczył w szeregch dywizjonu artylerii ciężkiej Lejbgwardii, a następnie jako dowódca 2. baterii 2 dywizjonu moździerzy Lejbgwardii. Awansował z sztabskapitana na kapitana Lejbgwardii (22 marca 1915 ze starszeństwem z 13 sierpnia 1913), a później pułkownika Lejbgwardii ze starszeństwem z 10 kwietnia 1916.
W kwietniu 1918, po przeprowadzonej reorganizacji artylerii II Korpusu Polskiego w Rosji objął dowództwo Brygady Artylerii Lekkiej. 11 maja 1918 wziął udział w bitwie pod Kaniowem.
13 grudnia 1918 został przyjęty do Wojska Polskiego z byłego I Korpusu Polskiego i byłej armii rosyjskiej, z zatwierdzeniem posiadanego stopnia pułkownika i wyznaczony na stanowisko komendanta Twierdzy Osowiec. 28 maja 1919 został przeniesiony z Twierdzy Osowiec do Armii gen. Hallera. Od 20 grudnia 1919 do 30 lipca 1920 dowódca 13 Brygady Artylerii. Na tym stanowisku 11 czerwca 1920 został zatwierdzony z dniem 1 kwietnia 1920 w stopniu podpułkownika, w artylerii, w grupie oficerów byłych Korpusów Wschodnich i byłej armii rosyjskiej. 21 czerwca 1920 minister spraw wojskowych zezwolił mu „korzystać tytularnie ze stopnia pułkownika”. Z dniem 1 maja 1921 został przeniesiony w stały stan spoczynku z prawem noszenia munduru. Zmarł 4 maja 1922 w Kobierzynie. Był żonaty, miał syna.

## Ordery i odznaczenia
- Krzyż Walecznych[6]
- Medal Pamiątkowy Wielkiej Wojny – 12 grudnia 1921[16][17]
- Order Świętego Włodzimierza 3 stopnia z mieczami – 27 listopada 1916[4]
- Order Świętego Włodzimierza 4 stopnia z mieczami i kokardą – 23 kwietnia 1915[4]
- Order Świętej Anny 2 stopnia z mieczami – 19 kwietnia 1915[4]
- Order Świętego Stanisława 2 stopnia z mieczami – 19 kwietnia 1915[4]
- Order Świętej Anny 3 stopnia (miecze i kokarda – 22 grudnia 1916)[4]